# Триперстка північна
Триперстка північна (Turnix castanotus) — вид сивкоподібних птахів родини триперсткових (Turnicidae).

## Поширення
Ендемік Австралії. Поширений на півночі Північної Території та Західної Австралії. Трапляється у сухих саванах, степах та луках.